# Нітрид титану
Нітри́д тита́ну (англ. Titanium nitride) — бінарна хімічна сполука титану з азотом із формулою TiN.
Являє собою фазу включення з широкою областю гомогенності, яка становить від 14,8 до 22,6 % азоту (за масою), що можна означити брутто-формулами від Ti10N6 до TiN відповідно.

## Фізичні властивості
Нітрид титану є порошком жовто-коричневого кольору, а у компактному стані набуває золотистого забарвлення.
Має кубічну гранецентровану ґратку типу NaCl, просторова група  Fm3m, з періодом а = 0,4235 нм.
- Питомий електричний опір 40 мкОм∙см.
- Коефіцієнт лінійного теплового розширення 9,35∙10−6 1/K (25–1100 °C)
- Мікротвердість 2050 кгс/мм².
- Модуль пружності 25600 кг/мм²[3].
- Критична температура надпровідного переходу 5,6 K[4][5].

## Отримання
Нітрид титану можна отримати одним з таких способів.
Безпосереднім насиченням титану азотом
Процес азотування проводять зазвичай за температури понад 1100 °C у середовищі азоту або дисоційованого аміаку. Для цього використовують титан у вигляді порошку або стружки. Чистий порошок титану може бути замінений гідридом титану;
Взаємодією тетрахлориду титану із сумішшю азоту з воднем
В основі цього способу лежить реакція:
2TiCl4 + 2NH3 -> 2TiN + 6HCl + Cl2,
яку проводять за температури понад 1000 °C. Також нітрид титану, що утворився можна осадити на вольфрамову нитку нагріту до температури 1400–2000 °C;
Розкладанням амінохлоридів титану
TiCl4∙4NH3 -> TiN + HCl + NH3
Амінохлорид титану розкладається з утворенням проміжного продукту TiNCl, нагрівання якого до температури 1000 °C приводить до утворення вільного від хлору нітриду титану;
Відновленням оксиду титану вуглецем у середовищі азоту
В основі процесу лежить реакція:
2TiO2 + 4C + N2 -> 2TiN + 4CO
Із збільшенням температури процесу відновлення з 1000 °C до 1700 °C вихід нітриду титану зростає, але при цьому в продуктах реакції спостерігається поява карбіду титану. Цей спосіб добре придатний під час отримання технічно чистого нітриду титану у великих кількостях, що використовується для виготовлення вогнетривів;
Синтезом у плазмі
Як вихідний продукт для отримання нітриду титану може бути використаний TiCl4 або порошок титану, який подають у струмінь плазми генерованої НВЧ-плазмотроном. Плазмотвірним газом є азот. Порошки отримані цим способом можуть мати розміри від 10 до 100 нм;
Самопоширюваним високотемпературним синтезом
Суть способу полягає у хімічній реакції титану з азотом, яка відбувається з виділенням тепла. Процес ведуть у герметичному реакторі, у якому процес самовільного горіння ініціюють нагріванням контейнера заповненого азотом і порошком титану.

## Хімічні властивості
Нітрид титану є стійким до окиснення на повітрі до температур 700–800 °C, за цих же температур згоряє у струмені кисню:
2TiN + 2O2 -> 2TiO2 + N2.
При нагріванні до 1200 °C у середовищі водню або в суміші азоту і водню нітрид титану є інертним.
Нітрид титану стехіометричного складу проявляє стійкість до CO, але повільно реагує з CO2 по реакції:
2TiN + 4CO2 -> 2TiO2 + 4CO + N2.
Реагує на холоді з фтором:
2TiN + 4F2 -> 2TiF4 + N2.
Хлор не взаємодіє з нітридом титану до 270 °C, але реагує з ним при температурах понад 300–400 °C:
2TiN + 4Cl2 -> 2TiCl4 + N2.
При температурі 1300 °C хлороводень взаємодіє з TiN із утворенням газоподібних хлоридів титану і азоту з воднем.
Взаємодіє з диціаном з утворенням карбонітриду титану:
10TiN + (CN)2 -> 2Ti5N4C + 2N2.
При кімнатній температурі, стосовно до сірчаної, соляної, фосфорної, перхлоратної кислот, а також до сумішей перхлоратної і соляної, щавлевої і сірчаної кислот, нітрид титану є стійкою сполукою. Киплячі кислоти (соляна, сірчана і перхлоратна) слабо взаємодіють з TiN. На холоді є малостійким проти розчинів гідроксиду натрію. Взаємодіє з азотною кислотою, а у присутності сильних окиснювачів розчиняється плавиковою кислотою.
Нітрид титану є стійким до дії розплавів олова, бісмуту, свинцю, кадмію і цинку. При високій температурі руйнується оксидами заліза (Fe2O3), мангану (MnO), кремнію (SiO2) і склом. За високих температур взаємодіє з вуглецем з утворенням твердих розчинів — карбонітридів титану.

## Застосування

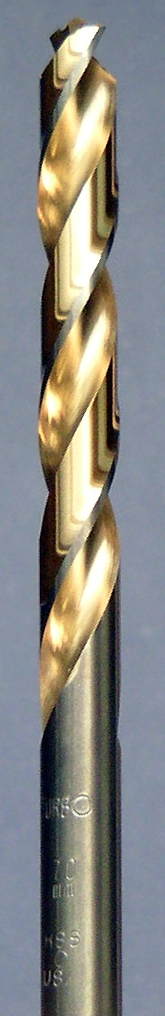
Свердло із покриттям з TiN

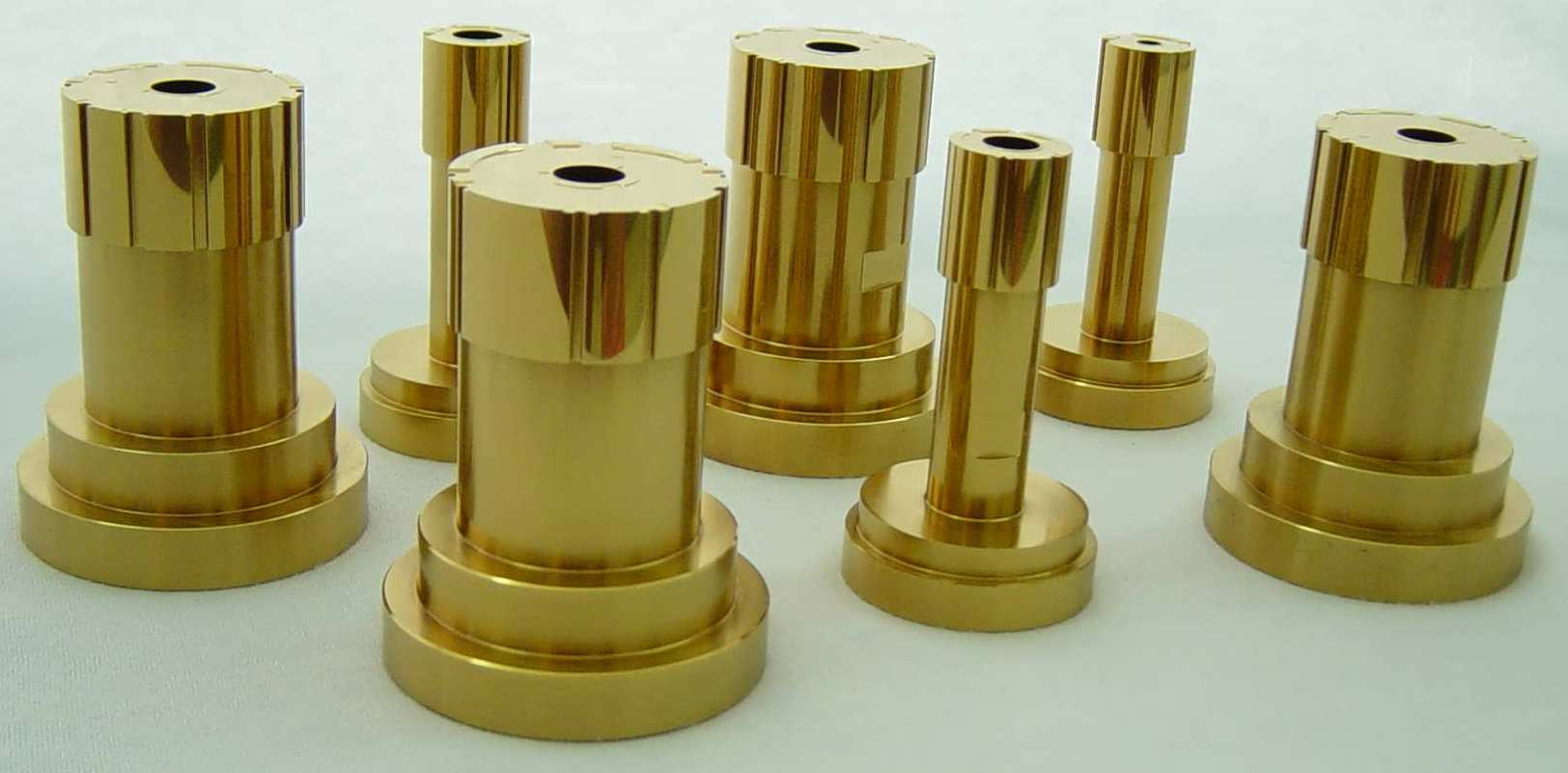
Деталі з покриттям з нітриду титану, отриманим вакуумним напиленням з електродуговим нагріванням

Застосовується як жароміцний матеріал, зокрема з нього роблять тиглі для плавлення металів у безкисневій атмосфері.
У металургії ця сполука зустрічається у вигляді відносно великих (одиниці і десятки мікрон) неметалевих включень у сталях, легованих титаном. Такі включення мають на шліфах, як правило, форму квадратів і прямокутників, їх легко ідентифікувати методом металографічного аналізу. Такі великі частинки нітриду титану, які утворюються з розплаву, призводять до погіршення якості литого металу.
Нітрид титану використовується для створення зносостійких покриттів металорізального інструменту, також для зубних протезів жовтого «під золото» кольору.
Використовується в мікроелектроніці як дифузійний бар'єр спільно з мідною металізацією тощо.
Також нітрид титану застосовується у ролі зносостійкого декоративного покриття. Вироби, покриті ним, по зовнішньому вигляду схожі на золото і можуть мати різні відтінки, залежно від співвідношення металу і азоту у сполуці.
Нанесення покриття з нітриду титану проводиться у спеціальних камерах термодифузійним методом. При високій температурі титан і азот реагують з металом поверхневого шару виробу, що покривається і дифундують у саму структуру металу.